# Payne Springs
Payne Springs é uma cidade  localizada no estado norte-americano do Texas, no Condado de Henderson.

## Demografia
Segundo o censo norte-americano de 2000, a sua população era de 683 habitantes.
Em 2006, foi estimada uma população de 738, um aumento de 55 (8.1%).

## Geografia
De acordo com o United States Census Bureau tem uma área de
4,9 km², dos quais 4,9 km² cobertos por terra e 0,0 km² cobertos por água.

## Localidades na vizinhança
O diagrama seguinte representa as localidades num raio de 12 km ao redor de Payne Springs.